# Söndrum (parafia)
Söndrum (szw. Söndrums församling) – parafia ewangelicko-luterańskiego Kościoła Szwecji, należąca do diecezji Göteborg (gmina Halmstad). Obejmowała swoim zasięgiem zachodnią część Halmstad oraz miejscowości Tylösand i Frösakull w regionie administracyjnym (län) Halland. Kościołem parafialnym był Söndrums kyrka w Söndrum w zachodniej części Halmstad. Według danych z 2000 r. na obszarze parafii o powierzchni 35 km² zamieszkiwało 11 339 osób.
W 2006 r. parafia Söndrum (kod 138 009) została połączona z sąsiednią parafią Vapnö (kod 138 010), tworząc parafię Söndrum-Vapnö (Söndrum-Vapnö församling; kod 138 009).